# Complete of 織田哲郎 at the BEING studio
『complete of 織田哲郎 at the BEING studio』（コンプリート・オブ・おだてつろう・アット・ザ・ビーイング・ステューディオ）は、織田哲郎のベスト・アルバム。2002年9月25日に発売された。

## 内容
ビーイング側がリリースしたアルバム。全曲リマスタリング。ライナーノーツ封入。スペシャルBOX仕様。
ほとんどがセルフカバー・アルバム『Songs』を中心（「Be My Venus」、「咲き誇れいとしさよ」を除く）に収録したコンプリートアルバムである。
但し未発表曲が収録されていない。織田曰く「ライナーノーツには、話が一致しない部分があるため、疑問に思っている」とのこと。このコンプリートアルバムでは唯一、長戸大幸がプロデュースに参加しなかった作品である。2012年9月26日に価格を1680円に改めた再発盤が期間限定で発売された。

## 収録曲
特記以外作詞・作曲・編曲：織田哲郎
1. いつまでも変わらぬ愛を
2. SUMMER DREAM - 原曲：TUBE
  - 作詞：亜蘭知子 編曲：池田大介・鈴木康志
3. 世界中の誰よりきっと - 原曲：中山美穂&WANDS
  - 作詞：上杉昇・中山美穂 ストリングスアレンジ：織田哲郎・J. Haskell
4. 揺れる想い - 原曲：ZARD
  - 作詞：坂井泉水
5. 君の瞳にRainbow
6. OH SHINY DAYS - 原曲：TWINZER
  - 作詞：小田佳奈子
7. 翼を広げて - 原曲：DEEN
  - 作詞：坂井泉水 編曲：J. Haskell
8. サヨナラから始めよう - 原曲：T-BOLAN
  - 作詞：森友嵐士
9. チョット - 原曲：大黒摩季
  - 作詞：大黒摩季 編曲：織田哲郎・D. Matkosky
10. 君の笑顔を守りたい
  - 作詞：萩原夕希・織田哲郎 ストリングス・ホーンアレンジ：織田哲郎・J. Haskell
11. 愛を語るより口づけをかわそう - 原曲：WANDS
  - 作詞：上杉昇 ストリングスアレンジ：J. Haskell
12. このまま君だけを奪い去りたい - 原曲：DEEN
  - 作詞：上杉昇 編曲：J. Haskell
13. 光と影の中で
14. SMILE for ME
15. Wild Heart
  - 作詞：舛添要一 作曲・編曲：TOUGH BANANA
  - 自身のバンド、TOUGH BANANA名義